# Роггевен, Якоб
Я́коб Ро́ггевен (нидерл. Jacob Roggeveen; январь, либо 1 февраля 1659, Мидделбург — 31 января 1729, там же) — нидерландский мореплаватель, первооткрыватель острова Пасхи.

## Биография
В 1716 или 1717 году поступил на службу в Голландскую Вест-Индскую компанию.

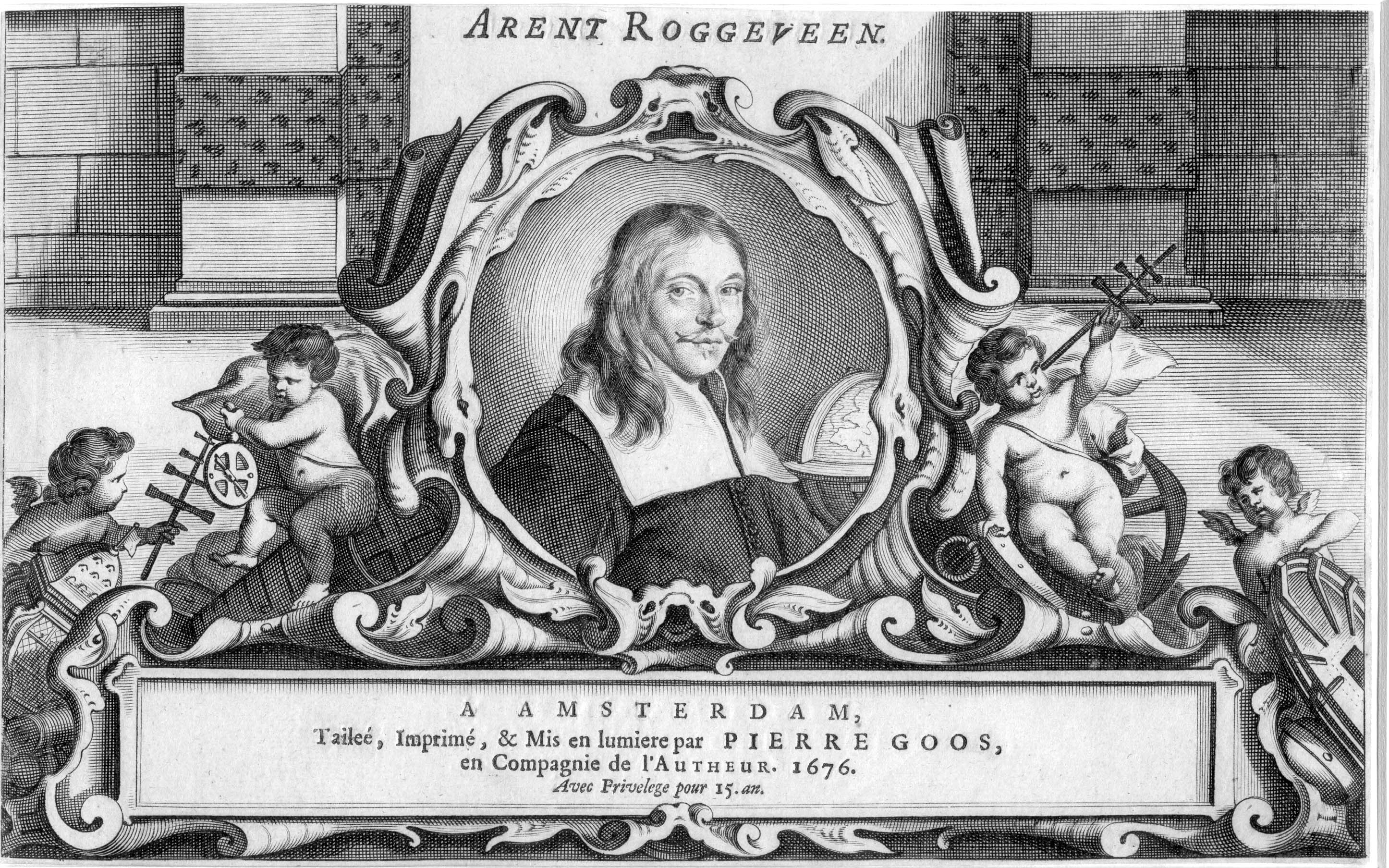
Отец Якоба Роггевена — нидерландский картограф, математик Арент Роггевен (? — 1679)

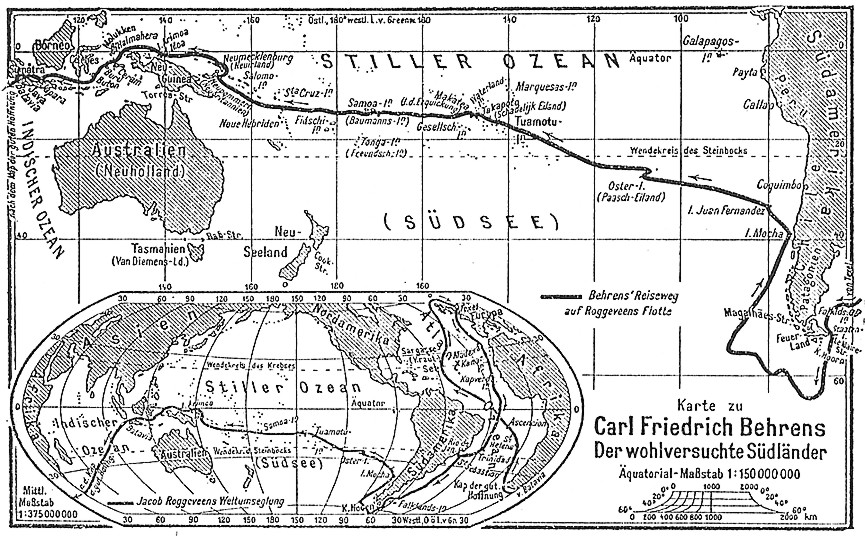
Карта маршрута экспедиции Якоба Роггевена в 1721 г.

В 1721 году получил задание от Вест-Индской компании исследовать Тихий океан к западу от Чили, так как предполагалось, что там находится большая земля. 5 апреля 1722 года, в Пасхальное воскресенье, открыл новый остров. Традиции того времени предполагали называть новые земли в честь религиозного праздника в день их открытия. Так на карте появился остров Пасхи.
В 1721—1722 годах Роггевен также открыл несколько крупных атоллов в архипелаге Туамоту, а также острова Мануа, Тутуила и Уполу в архипелаге Самоа. В 1723 году возвратился в Нидерланды. При возвращении в Европу попутно обследовал Фолклендские острова, пройдя проливом Ле-Мер, разделяющим острова Огненная Земля и Эстадос.
Роггевен один из первых вошёл в современный Южный океан, перейдя в Тихоокеанском секторе отметку 60° южной широты.